# مرغ حواری
مرغ حواری (نام علمی: Struthidea cinerea) نام یک گونه از تیره گل‌آشیان است.

## مشخصات
مرغ حواری (Struthidea cinerea) ، همچنین به عنوان بلوز خاکستری ، جک کثیف ، "awky sqwarky" یا پرنده cwa شناخته می شود یک پرنده سریع ، خاکستری یا سیاه است که طول آن حدود 33 سانتی متر (13 اینچ) است. این بومی استرالیا است که در مناطق جنگلی پرسه می زند ، حشرات و دانه ها را در سطح زمین یا نزدیک آن می خورد. مرغ های رسول اغلب در گروه های حدود 12 نفره سفر می کنند. به همین دلیل آنها به نام حواریان کتاب مقدس ، دوازده پیرو اصلی عیسی مسیح نامگذاری شدند.
مرغ رسول به نام Biblicalapostles ، دوازده پیرو عیسی مسیح نامگذاری شد. در حقیقت ، این گونه ها در گروه های خانوادگی بین 6 تا 20 سال سفر می کنند ، که ممکن است با سایر گروه های خانوادگی در گله های بزرگ تغذیه بالای 40 سال جمع شوند. طبیعت گرانبها و تماس های سرسختانه / گریزان آنها منجر به ایجاد نام های عامیانه فراوانی شده است. می توان آنها را به صورت محلی به عنوان جکهای شنیع (به دلیل آلودگی شدید شپش  ، جکهای خوشحال و خانواده های خوشبخت شناخته شد. بلوز خاکستری یک نام جایگزین است.

### نوحه زندگی
مرغ های حواری گونه ای از نژاد اجتماعی و پرورشی هستند که هر گروه تولید مثل معمولاً فقط شامل یک جفت تولید مثل است و بقیه از نسل یاوران پرندگان بالغ و غیر مرتبط هستند. بیشتر اعضای گروه به ساخت لانه گل کمک می کنند ، در جوجه کشی تخمها و دفاع از لانه سهیم هستند. پس از تخم گذاری ، همه اعضای گروه به تغذیه جوجه ها و تمیز نگه داشتن لانه کمک می کنند.فصل تولید مثل از اوت تا دسامبر است. لانه ساختاری عمیق به شکل فنجان است که از علفهایی تشکیل شده است که با گل یا گاهی کود در چنگال درختی تا ارتفاع هفت یا هشت متری از سطح زمین نگهداری می شوند. سه تا پنج تخم مرغ آبی مایل به آبی کم رنگ با سایه های قهوه ای و اسطوخودوس با اندازه 22 میلی متر x 29 میلی متر تخم گذاری می شود. شکل آنها بیضی مخروطی است.